# كريس هولدن-رايد
كريس هولدن-رايد هو ممثل كندي، ولد في 1 أغسطس 1973 في كندا.

## أعمال

### أفلام
- (2002) كا-19 صانعة الأرامل[4]
- (2012)  الصحوة[5]

### مسلسلات
- أسرة تيودور
- قارئ الأفكار

## وصلات خارجية
- كريس هولدن-رايد على موقع IMDb (الإنجليزية)
- كريس هولدن-رايد على موقع ألو سيني (الفرنسية)
- كريس هولدن-رايد على موقع قاعدة بيانات الفيلم (الإنجليزية)